# Mi hijo John
Mi hijo John (en inglés: My Son John) es una película de drama político estadounidense de 1952 dirigida por Leo McCarey y protagonizada por Helen Hayes, Van Heflin, Robert Walker y Dean Jagger. Walker, en su último papel cinematográfico, interpreta al personaje principal, un graduado universitario de clase media que sus padres sospechan que puede ser un espía comunista.
La película fuertemente anticomunista, producida durante el apogeo del macartismo, recibió una nominación en la 25.ª edición de los Premios Óscar al mejor argumento. Posteriormente, la nominación fue vista como un posible intento por parte de la industria cinematográfica de mostrar su lealtad a la campaña anticomunista en curso. Las revisiones retrospectivas la han caracterizado como una película de propaganda indicativa de actitudes durante el Segundo Susto Rojo.
Mi hijo John fue el papel final de Walker. Murió en agosto de 1951, a la mitad de la fotografía principal, y la película se estrenó póstumamente.

## Sinopsis
En uniforme, Chuck y Ben Jefferson, rubios fornidos que jugaban fútbol americano en la escuela secundaria, asisten a la misa dominical con sus padres antes de partir para el servicio del ejército de los Estados Unidos en Corea. Su hermano mayor, John, lamenta no poder unirse a la cena de despedida debido a su trabajo para el gobierno federal de los Estados Unidos en Washington D. C.
Una semana después, John hace una visita sorpresa a sus padres, su devota madre católica Lucille y su padre legionario Dan. Al conversar con ellos y su párroco, John usa el humor para hacer declaraciones provocativas y su actitud es de rebeldía. Pasa horas con uno de sus profesores universitarios dejando a sus padres sintiéndose defraudados. Ansioso por el comportamiento de su hijo, Dan sufre un accidente automovilístico con el amigo de la universidad de John, Stedman. Dan cuestiona la lealtad de John después de que se burla de su discurso anticomunista a la Legión y trata de reescribirlo. Después de que Dan lo acusa de ser comunista y lo amenaza, John le asegura a Lucile su lealtad jurando sobre su Biblia, pero Dan se niega a creerle a su hijo, y después de una discusión sobre la veracidad de la Biblia, lo golpea y rasga sus pantalones.
A la mañana siguiente, John le pide a Lucille que recupere sus pantalones de la colecta de ropa de la iglesia, y ella encuentra una llave. Stedman regresa para informarle que es un agente del FBI que investiga a John. Su madre le dice a John que «piense con el corazón, no con la cabeza». Cuando le devuelve los pantalones a John, él afirma que fue un cheque de lealtad normal. Lucille descubre que la llave está en el apartamento de una espía soviética con la que John confiesa haber tenido una aventura. Ella se niega a aceptar sus garantías de lealtad y le ruega que confiese, y declara que merece ser castigado. Sin embargo, John señala que el tribunal se negará a aceptar el testimonio de Lucille ya que sufre de una enfermedad mental, que Stedman acusa a John de causar.
Stedman le aconseja que «use todo el libre albedrío que tenga. Ríndase. Ponga nombres.» John intenta huir del país en un vuelo a Lisboa, pero en el último minuto encuentra fe en Dios, se arrepiente de sus acciones y decide darle toda la información a Stedman. Sin embargo, John es asesinado por agentes comunistas antes de que pueda hacerlo, pero le dice a Stedman que dejó una confesión grabada para que suene en los ejercicios de graduación de su universidad. Más tarde, en la iglesia, Dan consuela a una angustiada Lucille diciéndole que las acciones de John eventualmente serán olvidadas, pero que sus palabras serán recordadas.

## Reparto

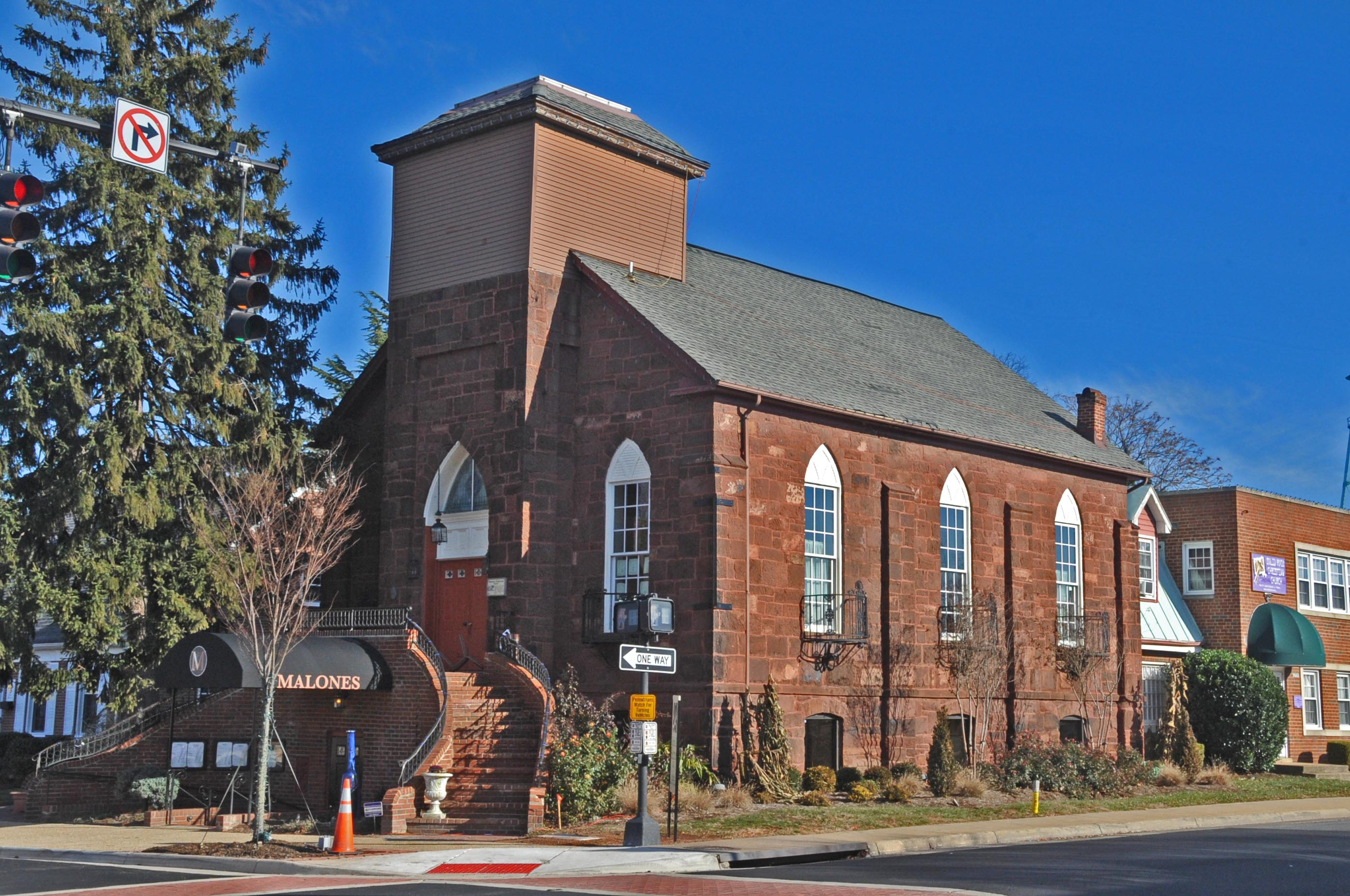
Iglesia en Manassas, Virginia, presentada en la película.

- Helen Hayes como Lucille Jefferson;
- Van Heflin como el agente del FBI Stedman;
- Dean Jagger como Dan Jefferson;
- Robert Walker como John Jefferson;
- Minor Watson como el doctor Carver;
- Frank McHugh como el padre O'Dowd;
- Richard Jaeckel como Chuck Jefferson;
- James Young como Ben Jefferson.

## Producción
La película se basó en una idea de Leo McCarey y se convirtió en un guion de John Lee Mahin. Paramount Pictures generó interés en el proyecto al informar sobre el reparto de cada papel, comenzando con la noticia en diciembre de 1950 de que Helen Hayes lo estaba considerando para su regreso al cine después de 17 años fuera de la industria cinematográfica. Los detalles de la historia se mantuvieron en secreto mientras se describía por primera vez en un informe de noticias como «un drama contemporáneo sobre la relación entre una madre y su hijo, descrito por McCarey como 'muy emotivo pero con mucho humor'.»
A pesar del silencio hermético de McCarey durante dos meses y una advertencia pública a Hayes de que no discutiera la trama, se informó que «se ha corrido la voz por Hollywood con la autoridad que tales briznas de información siempre tienen de que el hijo [...] es un traidor a su país, un agente de espionaje comunista.» Daily Variety informó que Hayes, reflejando ciertos eventos actuales, dispararía a su hijo en la película y sería juzgada por su asesinato. McCarey consultó entonces a varios exagentes del FBI
Hayes lo llamó «una parte humana natural» en la que no tenía que preocuparse por su apariencia.
En febrero de 1951, Robert Walker fue prestado de MGM para interpretar el papel principal. El mismo mes Dean Jagger firmó por su papel. Hedda Hopper informó que el guion «ha recibido elogios de todos los que lo han leído.»
Van Heflin firmó en abril de 1951.
Diez días después del rodaje, la prensa siguió obteniendo detalles de la trama que debían mantenerse en secreto. McCarey negó que fuera la historia de Alger Hiss y dijo que tuvo un «final feliz». Entonces, dijo esto:

Se trata de una madre y un padre que lucharon y se esclavizaron. No tenían educación. Ponen todo su dinero en la educación superior de sus hijos. Pero uno de los niños se vuelve demasiado brillante. Plantea el problema: ¿qué tan brillante puedes ser?

Se ocupa de muchas cosas, incluido el ateísmo. La madre sólo conoce dos libros: su Biblia y su libro de cocina. Pero, ¿quién es más brillante al final, la madre o el hijo?

Es un pequeño punto tan frágil, pero también lo es la fisión nuclear. A veces no está mal tener un pequeño punto y sacarle el máximo partido.

Hayes negó que el «mensaje» de la película la atrajera al proyecto: «Simplemente me gusta el personaje y la historia. Me opongo a los mensajes como el factor principal para participar. Pero creo que la imagen es un comentario muy emocionante sobre una cierta fase de nuestra vida hoy.»
Originalmente, una escena final de Heflin pronunciando el discurso al final de la película se filmó en el Wilshire-Ebell Theatre de Los Ángeles, pero la película se reescribió para que Robert Walker lo hiciera en su lugar. Sin embargo, Walker murió el 21 de agosto de 1951, menos de una semana después de completar la fotografía principal de la película y solo unas horas después de grabar el audio del discurso final. Debido a que Walker no estaba disponible para las nuevas filmaciones de la escena, reescribió la película para que el personaje de Walker fuera asesinado antes del comienzo y que se reprodujera una grabación de su discurso, insertando una toma de Walker de Strangers on a Train de Alfred Hitchcock para la escena de la muerte. Las tomas de la audiencia del final originalmente filmado se utilizaron en la película final, con nuevas tomas de la grabación reproduciéndose desde un atril vacío.
El rodaje tuvo lugar en Washington D. C., en Manassas, Virginia, y en Hollywood.

## Reputación y legado
Patricia Bosworth, al escribir sobre un festival de películas de la era de la lista negra en 1992, caracterizó a Mi hijo John como «histérica», «la película anticomunista para acabar con todas las películas anticomunistas.»
Una evaluación de la extraordinaria simpatía de McCarey por sus personajes encontró que el director había perdido ese sentimiento en la década de 1950, o al menos no había logrado mantenerlo de manera consistente. Sobre Mi hijo John, escribió Stuart Klawans para The New York Times en 2002, «la gentileza en sí misma se había convertido en un pecado.» En su opinión, el manejo «exquisitamente sensible» de McCarey de la relación madre-hijo en la primera parte de la película fue socavado por Myles Connolly, un guionista conocido por escribir muchos «discursos de intimidación» para Frank Capra. Klawans ve el tono de Connolly en el final de la película, un discurso de graduación que advierte a los jóvenes contra el liberalismo.
J. Hoberman notó la doble personalidad de la película, escribiendo que «aspira a la calidez de una comedia doméstica sin dejar de ser tendenciosa hasta la médula, implacablemente sin gracia y crudamente melodramática.»
Según The Blacklist, la película «adopta una visión del mundo que se inclina hacia el fascismo: el amor por el ejército y la asistencia a la iglesia, una sospecha de sofisticación y educación, una visión condescendiente de las mujeres (aman demasiado a sus hijos, siempre llegan tarde a la iglesia, beben, necesitan drogas porque son demasiado tontas), la defensa de los «bromuros», una aversión por los solteros a menos que sean sacerdotes.»